# Polynemoidea
Polynemoidea is een geslacht van vliesvleugeligen uit de familie Mymaridae. De wetenschappelijke naam van dit geslacht is voor het eerst geldig gepubliceerd in 1913 door Girault.

## Soorten
Het geslacht Polynemoidea omvat de volgende soorten:
- Polynemoidea domestica Girault, 1931
- Polynemoidea mexicana Doutt, 1973
- Polynemoidea varicornis Girault, 1913